# Homol
Der Homol ist ein Fluss in Frankreich, der in der Region Okzitanien verläuft. Er entspringt im  Nationalpark Cevennen, beim Col du Pré de la Dame, im Gemeindegebiet von Concoules. Der Fluss stürzt in seinem Oberlauf mit erheblichem Gefälle auf kurzer Distanz ins Tal, entwässert generell in südöstlicher Richtung und mündet nach rund 20 Kilometern an der Gemeindegrenze von Sénéchas und Chambon im Rückstau der Barrage de Sénechas als rechter Nebenfluss in die Cèze. Auf seinem Weg durchquert der Homol die Départements Lozère und Gard und stößt bei seiner Mündung an das benachbarte Département Ardèche.

## Orte am Fluss
- Génolhac